# Vardarska banovina
Vardarska banovina je bila banovina (pokrajina, regija) u Kraljevini Jugoslaviji od 1929. do 1941. godine. Nalazila se u južnom dijelu Kraljevine i obuhvaćala je cijelu današnju Sjevernu Makedoniju, južne dijelove centralne Srbije i južne dijelove Kosova. Dobila je ime po rijeci Vardar i administrativno središte banovine je bilo Skoplje.
1941. godine, u Drugom svjetskom ratu, Sile osovine su okupirale Vardarsku banovinu i podijelile je između Bugarske, okupacijskih zona nacističke Njemačke u Srbiji i okupacijskih zona fašističke Italije u Albaniji. Poslije završetka Drugog svjetskog rata, najveći dio banovine je postao dio Socijalističke Republike Makedonije, dok je manji sjeverni dio pripao SR Srbiji. Obje države su do 1992. godine bile u sastavu Socijalističke Federativne Republike Jugoslavije.